# Simning vid världsmästerskapen i simsport 2024 – 4 × 100 meter mixed medley
4 × 100 meter mixed medley vid världsmästerskapen i simsport 2024 avgjordes den 14 februari 2024 i Aspire Dome i Doha i Qatar.
Guldet togs av USA:s kapplag på tiden 3 minuter och 40,22 sekunder. Silvret togs av Australien och bronset togs av Storbritannien.

## Rekord
Inför tävlingens start fanns följande världs- och mästerskapsrekord:
|                   | Nation         | Tid     | Ort              | Datum        |
| ----------------- | -------------- | ------- | ---------------- | ------------ |
| Världsrekord      | Storbritannien | 3.37,58 | Tokyo, Japan     | 31 juli 2021 |
| Mästerskapsrekord | USA            | 3.38,56 | Budapest, Ungern | 26 juli 2017 |

## Resultat

### Försöksheat
Försöksheaten startade klockan 10:47.
| Placering | Heat | Bana | Nation                    | Simmare | Tid     | Noteringar |
| --------- | ---- | ---- | ------------------------- | --- | ------- | ---------- |
| 1         | 4    | 3    | Storbritannien            | Medi Harris (1.00,62) James Wilby (1.00,00) Duncan Scott (52,15) Anna Hopkin (52,73)                                      | 3.45,50 | 0Q0        |
| 2         | 3    | 4    | Australien                | Bradley Woodward (53,89) Sam Williamson (59,49) Alexandria Perkins (57,47) Abbey Harkin (54,69)                           | 3.45,54 | 0Q0        |
| 3         | 4    | 5    | USA                       | Jack Aikins (53,49) Jake Foster (59,29) Rachel Klinker (58,18) Addison Sauickie (54,97)                                   | 3.45,93 | 0Q0        |
| 4         | 4    | 7    | Grekland                  | Apostolos Christou (53,67) Arkadios Aspougalis (1.00,54) Anna Ntountounaki (57,37) Theodora Drakou (54,96)                | 3.46,54 | 0Q0        |
| 5         | 4    | 2    | Polen                     | Ksawery Masiuk (53,09) Dominika Sztandera (1.07,28) Adrian Jaśkiewicz (51,63) Kornelia Fiedkiewicz (54,57)                | 3.46,57 | 0Q0        |
| 6         | 4    | 6    | Japan                     | Osamu Kato (54,30) Ikuru Hiroshima (1.00,44) Chiharu Iitsuka (58,13) Nagisa Ikemoto (54,05)                               | 3.46,92 | 0Q0        |
| 7         | 3    | 6    | Sverige                   | Hanna Rosvall (1.01,21) Erik Persson (1.00,52) Louise Hansson (56,99) Robin Hanson (48,78)                                | 3.47,50 | 0Q0        |
| 8         | 3    | 2    | Italien                   | Michele Lamberti (54,12) Ludovico Viberti (59,63) Giulia D'Innocenzo (59,45) Chiara Tarantino (54,45)                     | 3.47,65 | 0Q0        |
| 9         | 3    | 3    | Kanada                    | Blake Tierney (54,12) James Dergousoff (1.01,46) Katerine Savard (58,70) Taylor Ruck (53,71)                              | 3.47,99 |            |
| 10        | 4    | 9    | Sydafrika                 | Pieter Coetze (53,95) Lara van Niekerk (1.07,23) Erin Gallagher (57,46) Clayton Jimmie (49,39)                            | 3.48,03 |            |
| 11        | 4    | 4    | Kina                      | Chen Jie (1.02,38) Dong Zhihao (59,18) Yu Yiting (58,27) Ji Xinjie (48,33)                                                | 3.48,16 |            |
| 12        | 3    | 7    | Spanien                   | Carmen Weiler (1.01,00) Carles Coll (1.00,56) Mario Mollà (51,98) María Daza (55,53)                                      | 3.49,07 |            |
| 13        | 4    | 8    | Ungern                    | Ádám Jászó (54,23) Eszter Békési (1.08,99) Richárd Márton (52,69) Petra Senánszky (54,49)                                 | 3.50,40 |            |
| 14        | 4    | 1    | Singapore                 | Levenia Sim (1.02,89) Letitia Sim (1.06,94) Teong Tzen Wei (52,26) Mikkel Lee (48,93)                                     | 3.51,02 |            |
| 15        | 2    | 5    | Litauen                   | Erikas Grigaitis (55,49) Rūta Meilutytė (1.07,39) Andrius Šidlauskas (53,67) Smilte Plytnykaitė (55,44)                   | 3.51,99 |            |
| 16        | 4    | 0    | Filippinerna              | Jerard Jacinto (57,38) Thanya Dela Cruz (1.08,87) Jarod Hatch (53,35) Kayla Sanchez (54,31)                               | 3.53,91 |            |
| 17        | 3    | 1    | Kazakstan                 | Xeniya Ignatova (1.02,36) Arsen Kozhakhmetov (1.03,32) Sofia Spodarenko (59,51) Adilbek Mussin (49,26)                    | 3.54,45 |            |
| 18        | 3    | 9    | Slovakien                 | Teresa Ivan (1.02,55) František Jablčník (1.04,84) Tibor Tišťan (54,88) Tamara Potocká (55,57)                            | 3.57,84 |            |
| 19        | 3    | 8    | Hongkong                  | Cindy Cheung (1.02,18) Lau Shiu Yue (1.10,14) Natalie Kan (1.00,00) Ian Ho (50,77)                                        | 4.03,09 |            |
| 20        | 2    | 2    | Mongoliet                 | Ariuntamir Enkh-Amgalan (1.04,72) Erkhes Enkhtur (1.05,48) Enkhtamir Batbayar (58,42) Batbayaryn Enkhkhüslen (56,47)      | 4.05,09 |            |
| 21        | 2    | 8    | Indien                    | Suvana Chetana Baskar (1.06,32) Likhith Selvaraj Prema (1.03,53) Tanish George Mathew (56,04) Dhinidhi Desinghu (59,21)   | 4.05,10 |            |
| 22        | 1    | 6    | Cooköarna                 | Jacob Story (59,91) Lanihei Connolly (1.10,66) Wesley Roberts (54,69) Mia Laban (1.00,54)                                 | 4.05,80 |            |
| 23        | 3    | 0    | Thailand                  | Ratthawit Thammananthachote (58,10) Saovanee Boonamphai (1.11,32) Navaphat Wongcharoen (53,71) Jenjira Srisaard (1.02,81) | 4.05,94 |            |
| 24        | 2    | 3    | Bahamas                   | Lamar Taylor (56,82) Rhanishka Gibbs (1.12,42) Marvin Johnson (56,94) Victoria Russell (1.00,73)                          | 4.06,91 |            |
| 25        | 2    | 6    | Armenien                  | Artur Barseghyan (1.00,88) Ashot Chakhoyan (1.05,44) Varsenik Manucharyan (1.03,62) Ani Poghosyan (58,65)                 | 4.08,59 |            |
| 26        | 2    | 0    | Uganda                    | Kirabo Namutebi (1.12,34) Tendo Mukalazi (1.07,69) Jesse Ssengonzi (53,76) Gloria Muzito (56,15)                          | 4.09,94 |            |
| 27        | 1    | 3    | Kenya                     | Imara Thorpe (1.09,59) Maria Brunlehner (1.14,09) Ridhwan Mohamed (57,84) Monyo Maina (52,29)                             | 4.13,81 |            |
| 28        | 2    | 4    | Dominikanska republiken   | Anthony Pineiro (57,62) Javier Núñez (1.07,44) María Alejandra Fernández (1.06,43) Alejandra Santana (1.02,95)            | 4.14,44 |            |
| 29        | 2    | 7    | Bahrain                   | Amani Al-Obaidli (1.06,02) Saud Ghali (1.07,15) Ahmed Theibich (1.02,54) Noor Yusuf Abdulla (1.04,97)                     | 4.20,68 |            |
| 30        | 2    | 9    | Mikronesiska federationen | Katerson Moya (1.07,31) Tasi Limtiaco (1.04,60) Kestra Kihleng (1.11,67) Taeyanna Adams (1.05,67)                         | 4.29,25 |            |
| 31        | 1    | 4    | Guam                      | James Hendrix (1.04,34) Israel Poppe (1.11,84) Amaya Bollinger (1.13,33) Mia Lee (1.01,23)                                | 4.30,74 |            |
| 32        | 1    | 5    | Maldiverna                | Hamna Ahmed (1.19,87) Mubal Azzam Ibrahim (1.14,47) Mohamed Rihan Shiham (1.01,39) Aishath Ulya Shaig (1.06,10)           | 4.41,83 |            |
| –         | 2    | 1    | Tjeckien                  | | 0DNS0   | 0DNS0      |
| –         | 3    | 5    | Nederländerna             | Maaike de Waard (1.00,67) Casper Corbeau (59,00) Nyls Korstanje (51,36) Kira Toussaint                                    | 0DSQ0   | 0DSQ0      |

### Final
Finalen startade klockan 20:48.
| Placering | Bana | Nation         | Simmare | Tid     | Noteringar |
| --------- | ---- | -------------- | --- | ------- | ---------- |
| 1         | 3    | USA            | Hunter Armstrong (53,07) Nic Fink (58,27) Claire Curzan (56,54) Kate Douglass (52,34)                      | 3.40,22 |            |
| 2         | 5    | Australien     | Bradley Woodward (53,92) Sam Williamson (59,54) Brianna Throssell (57,22) Shayna Jack (52,44)              | 3.43,12 |            |
| 3         | 4    | Storbritannien | Medi Harris (1.00,28) Adam Peaty (59,42) Matthew Richards (52,87) Anna Hopkin (52,52)                      | 3.45,09 |            |
| 4         | 2    | Polen          | Ksawery Masiuk (53,39) Dominika Sztandera (1.06,98) Jakub Majerski (51,05) Katarzyna Wasick (54,62)        | 3.46,04 |            |
| 5         | 6    | Grekland       | Apostolos Christou (53,50) Arkadios Aspougalis (1.01,22) Anna Ntountounaki (56,88) Theodora Drakou (55,09) | 3.46,69 |            |
| 6         | 8    | Italien        | Michele Lamberti (54,48) Nicolò Martinenghi (58,21) Giulia D'Innocenzo (1.00,22) Chiara Tarantino (54,38)  | 3.47,29 |            |
| 7         | 1    | Sverige        | Hanna Rosvall (1.01,50) Erik Persson (1.00,16) Louise Hansson (57,39) Björn Seeliger (48,41)               | 3.47,46 |            |
| 8         | 7    | Japan          | Osamu Kato (54,68) Ikuru Hiroshima (1.00,50) Chiharu Iitsuka (58,16) Nagisa Ikemoto (54,26)                | 3.47,60 |            |